# Osnovna šola Šmarje pri Jelšah
Osnovna šola Šmarje pri Jelšah je vzgojnoizobraževalni zavod z bogato tradicijo. Ravnatelj je Mitja Šket. 